# کیاشهر

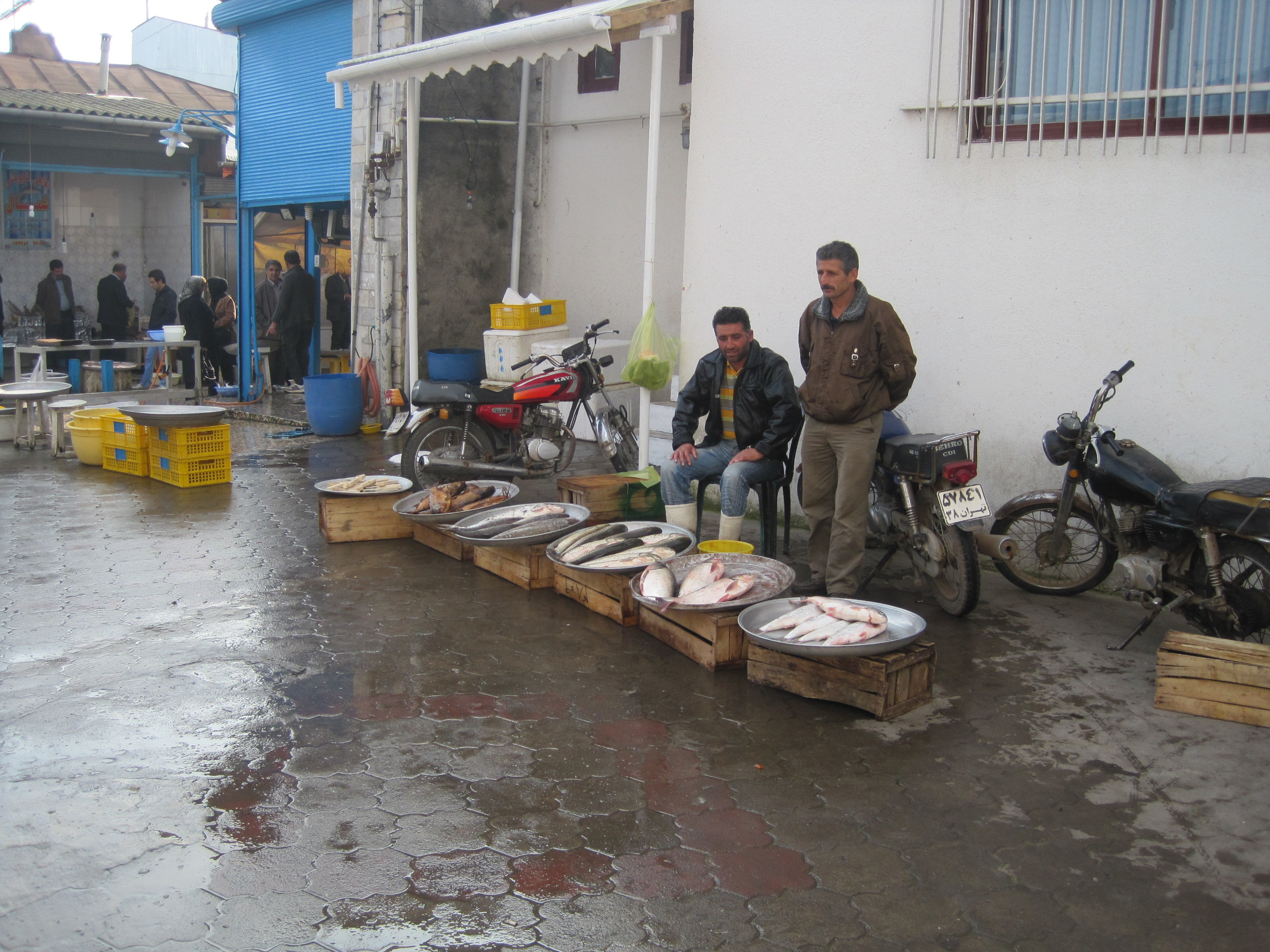
بازار ماهی فروشان بندر کیاشهر

غروب آفتاب در ساحل کیاشهر

بندر کیاشهر شهری در شمال ایران در استان گیلان و شهرستان آستانه اشرفیه و در فاصله ۱۷ کیلومتری شهر آستانه اشرفیه و ۵۰ کیلومتری رشت واقع شده است. نام قدیم آن بندر فرحناز بوده است. کیاشهر با رودخانه سفیدرود همجوار بوده و بخش زیادی از مساحت شهر در محیط های جنگلی واقع شده است. 

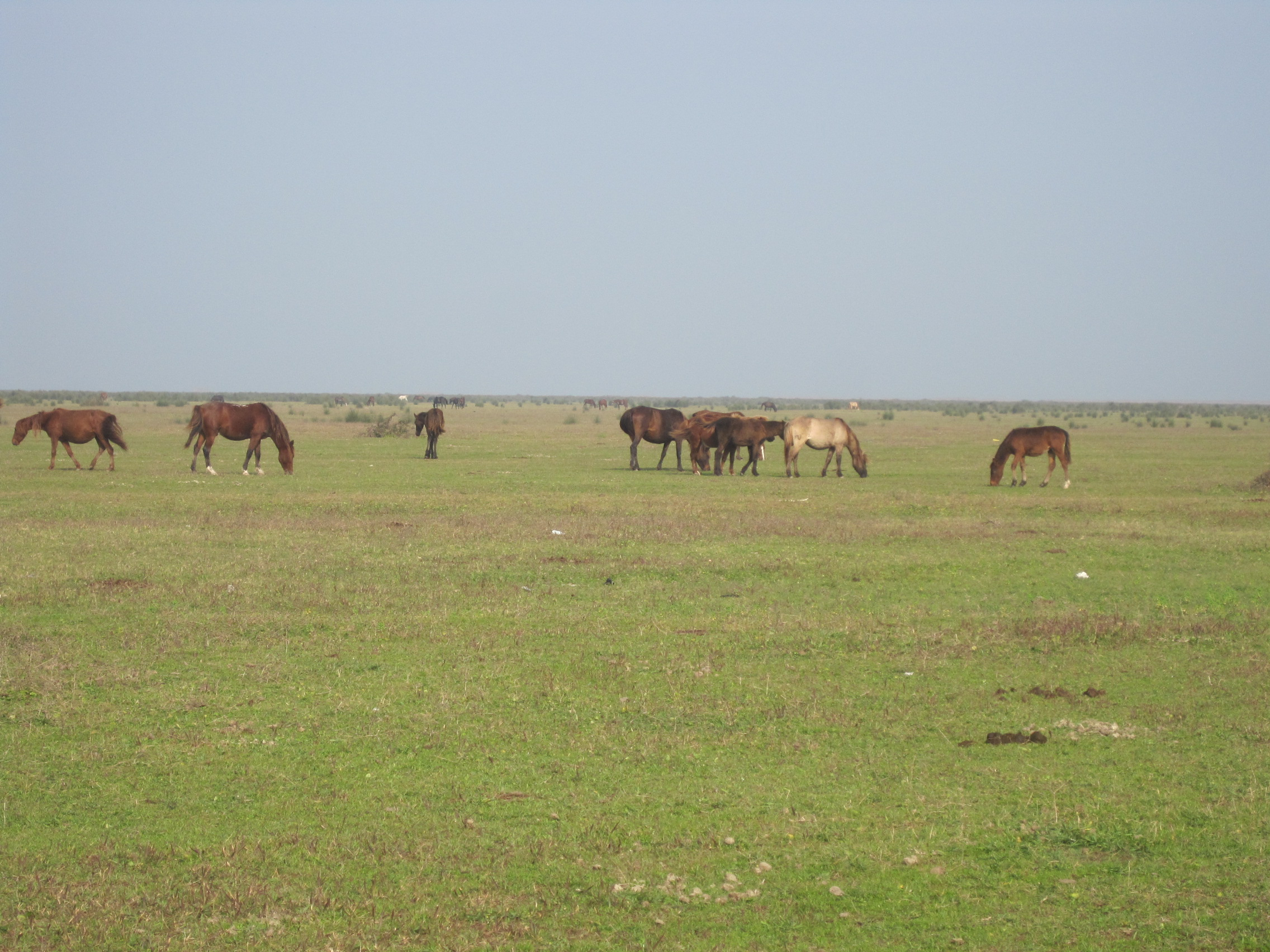
پارک ملی بوجاق بندر کیاشهر

## پیشینه
حسن کیاده در نیمهٔ نخست سدهٔ نهم هجری با دستور حسن کیا بن سید حیدر کیا ساخته و به نام وی نام‌گذاری شد. درگیری‌های متعددی در طول تاریخ در این محل رخ داده است. در گذشته بندر حسن کیاده با روسیه مبادلات تجاری داشت. حسن کیا ده در سال ۱۳۰۹ شهر شد و یکی از دهستان‌های بخش آستانهٔ شهرستان لاهیجان بود. در سال ۱۳۵۶ به پیشنهاد شهردار وقت بندر کیاشهر به فرح پهلوی که برای بازدید به گیلان سفر کرده بود نام آن از حسن کیاده به بندر فرحناز تغییر پیدا کرد. ولی با پیروزی انقلاب اسلامی به بندر کیاشهر تغییر نام پیدا کرد.

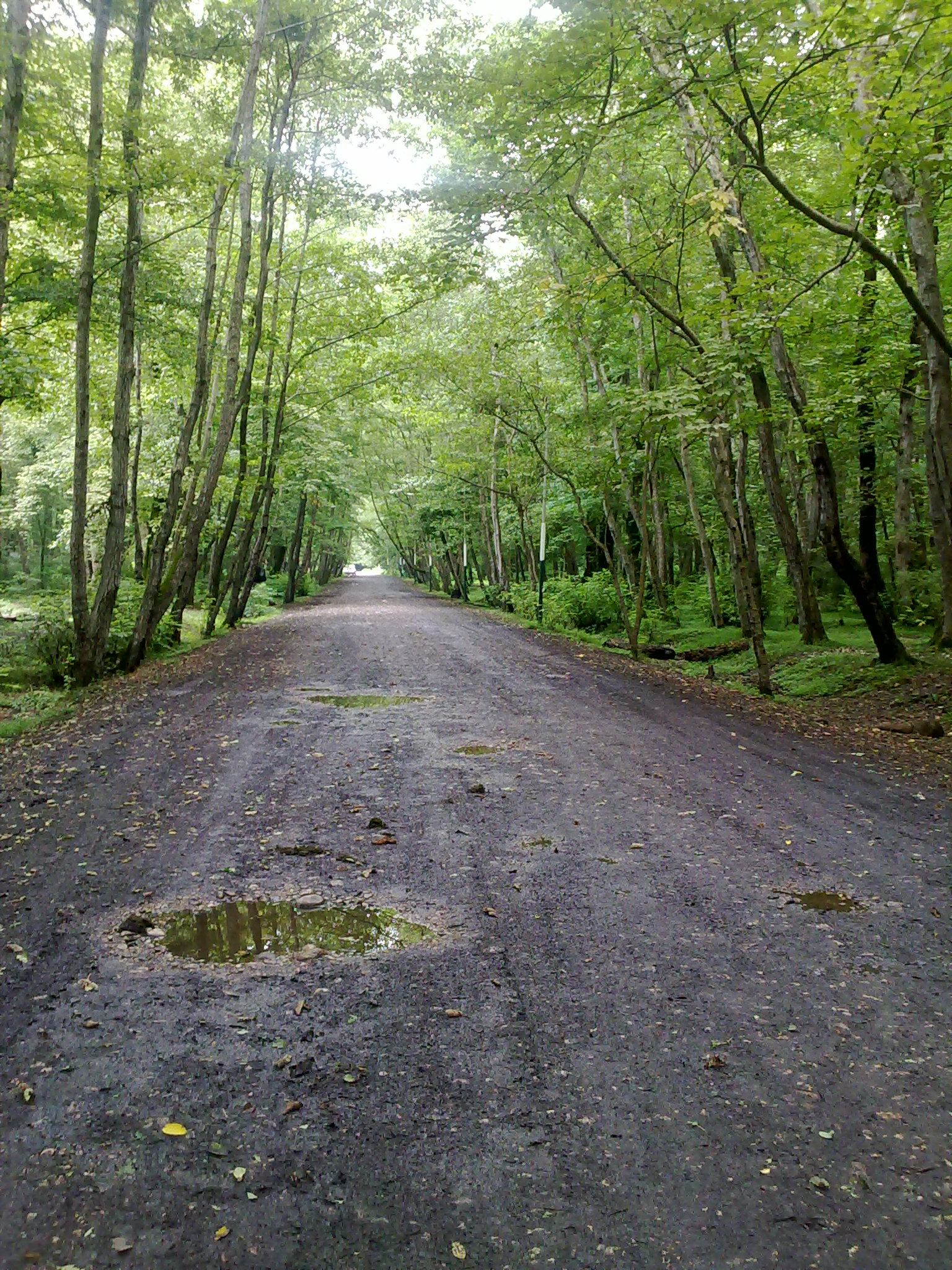
پارک جنگلی کیاشهر

## جمعیت
بر اساس آخرین سرشماری در سال ۱۳۹۵ جمعیت شهر بندر کیاشهر ۳۹۱۹۷ نفر بوده است. با ورود ساکنان کلان‌شهرها در چند سال اخیر به بندر کیاشهر جمعیت ان در حال افزایش می‌باشد.

## جغرافیا
سفیدرود پس از پشت سر گذاشتن مسیری طولانی و با دو منشأ یکی شرق که از کوه‌های طالقان سرچشمه گرفته و دیگری غرب که از کوه‌های شمال زنجان سرچشمه می‌گیرد سرانجام در محلی به دریای کاسپین سرازیر می‌شود که به آن بندر کیاشهر می‌گویند. این بزرگ‌ترین رود شمال کشور بندر کیاشهر را به شرق و غرب تقسیم می‌کند در شرق کیاشهر عمده ادارات دولتی واقع شده و در غرب آن که اصطلاحاً به بالا محله معروف است جمعیت محلی سکنی دارند. از مهم‌ترین قسمت‌های این شهر می‌توان به ترک محله، گیلده محله، میان‌محله، بالا محله و منطقه شهرک اشاره نمود. روستاهای بزرگی چون دستک، سالکده، لسکوکلایه و لب دریا و امیرکیاسر عمدتاً در شرق و جنوب بندر کیاشهر قرار دارند. منبع درآمد مردم این شهر عمدتاً کشاورزی و ماهیگیری است.
مرغوب‌ترین برنج و بادام زمینی کشور در این منطقه عمل آوری می‌شود که بیشتر بادام زمینی مرغوب و با کیفیت در روستای نبی دهکا و نقرده در جاده آستانه به کیاشهر کشت می‌شود و در فصل صید بازار ماهی شهر رونق خاصی داشته و از اقصی نقاط کشور برای خرید ماهی عازم منطقه می‌شوند خاویار کیاشهر از معروفیت جهانی برخوردار است و بادام زمینی و سبزی و صیفی عمده کشاورزی مردم منطقه محسوب می‌شود. روزهای چهارشنبه در این شهر روز بازار عمومی است و کاسب کاران دوره‌گرد بساط خود را در این شهر می‌گسترانند.
در پایان رودخانه سفیدرود و در ریزشگاه آن به دریا و در سمت شرق و غرب آن پارک ملی بوجاق قرار گرفته که هر ساله و به‌خصوص در فصل زمستان پذیرای پرندگان مهاجر است. قسمت شرق تالاب دارای فضای مفرح با جاذبه توریستی است و گذر یک پل چوبی از وسط آن، که به ساحل ماسه‌ای دریا منتهی می‌شود چشم‌انداز دلپذیری به این منطقه بخشیده است. در ابتدای مسیر منتهی به پل که از وسط شهر عبور می‌کند هتل بزرگ دریا قرار دارد.

## مسیرهای ورودی به شهر
معمولاً بیشتر مسافران از مسیر شهرستان آستانه اشرفیه وارد این شهر می‌شوند ولی: از سمت غرب می‌توان از بندر انزلی، زیبا کنار یا لشت نشا و از سمت شرق می‌توان لاهیجان- دهشال، لسکوکلایه، لب دریا، امیرکیاسر، یا لاهیجان، رودبنه، دهکا یا لنگرود، چمخاله وارد این بخش زیبای کشور شد. بهترین مسیر از سمت تهران برای رسیدن به کیاشهر بعد از پلیس راه رشت قزوین و سه‌راه سنگر و کمربندی لاهیجان به این سمت تغییر مسیر داده و پس از عبور از شهرهای سنگر، کوچصفهان، آستانه اشرفیه، به بندر کیاشهر خواهید رسید.

## مکانهای تفریحی
در این منطقه یک بندر چند منظوره و یک پارک جنگلی وجود دارد. تالاب بین‌المللی بوجاق است در شمال شهر قرار گرفته است. بندر صیادی احداث شده در این شهر امکان کناره‌گیری شناورهای تفریحی و صیادی را به این منطقه داده است.
شیلات در بندر کیاشهر سابقه‌ای ۱۵۰ ساله دارد کشور روسیه اولین پایگاه استحصال خاویار از دریای خزر را در این منطقه بنا نهاد هم‌اکنون بناهای تاریخی خانه رئیس شیلات و ساختمان‌های چوبی ساخت روسیه و سردخانه‌ای که علی‌رغم ۱۵۰ سال سن همواره فعال است از دیدنیهای این شهر محسوب می‌شود. در شمال این شهر پارک جنگلی زیبایی قرار گرفته که درختان چندین ساله آن جاذبه گردشگری بالایی به منطقه داده است. بهترین مکان تفریحی این بندر پل چوبی است که به طول یک کیلومتر از وسط تالاب بین‌المللی بوجاق عبور کرده تا به ساحل دریا برسد. ماسه‌ای بودن ساحل زیبای بندر کیاشهر باعث شده که این ساحل از بهترین مکانها برای شنا به‌شمار رود و هرساله مسافران و گردشگران زیادی را به خود جذب نماید. در سمت غرب رودخانه سفید رود شاهد مناظر بدیع از تعامل حیوان و طبیعت هستیم حیواناتی مانند گاومیش، اسب و گاو به شکل طبیعی در این مناطق طبیعت گذرانی می‌کنند. زیبایی خیره‌کننده‌ای که در کمتر از مناطق دنیا می‌توان دید.
همچنین از مکانهای تفریحی این بندر زیبا می‌توان به پیست موتورسواری بندر کیاشهر نام برد که موتورسواران برجسته ی همچون هاشم قاسمی نژاد و الیاس صفری را معرفی نموده.
ساحل زیبای سفیدرود در روستای محسن آباد و روستای نبی دهکا و تونل جنگلی صفرابسته در جاده آستانه به کیاشهر دیدن کرد اشاره نمود که در قسمتی از ساحل دریا ساخته شده است.